# 宜昌东站

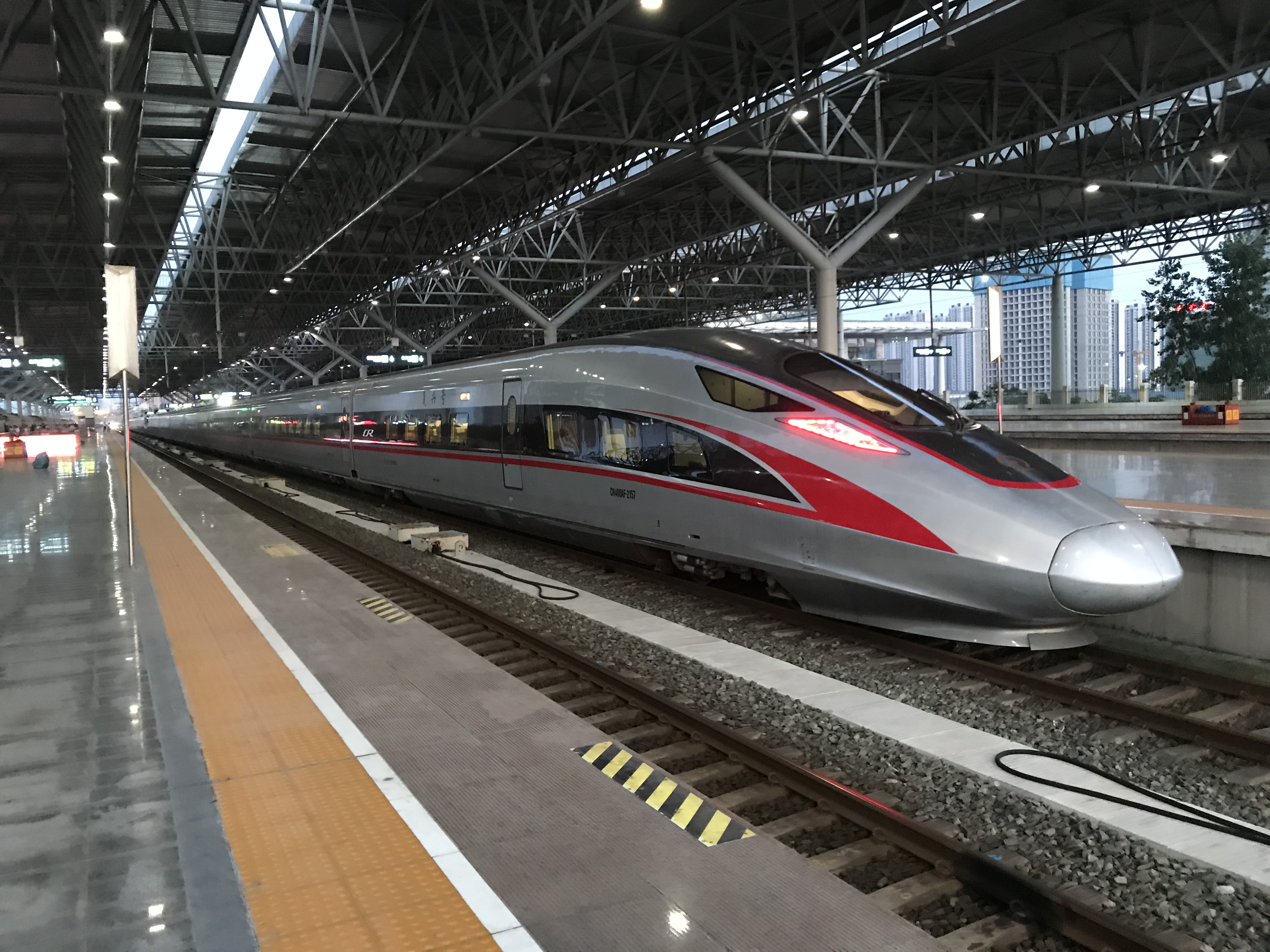
停靠在宜昌东站的复兴号CR400AF型电力动车组

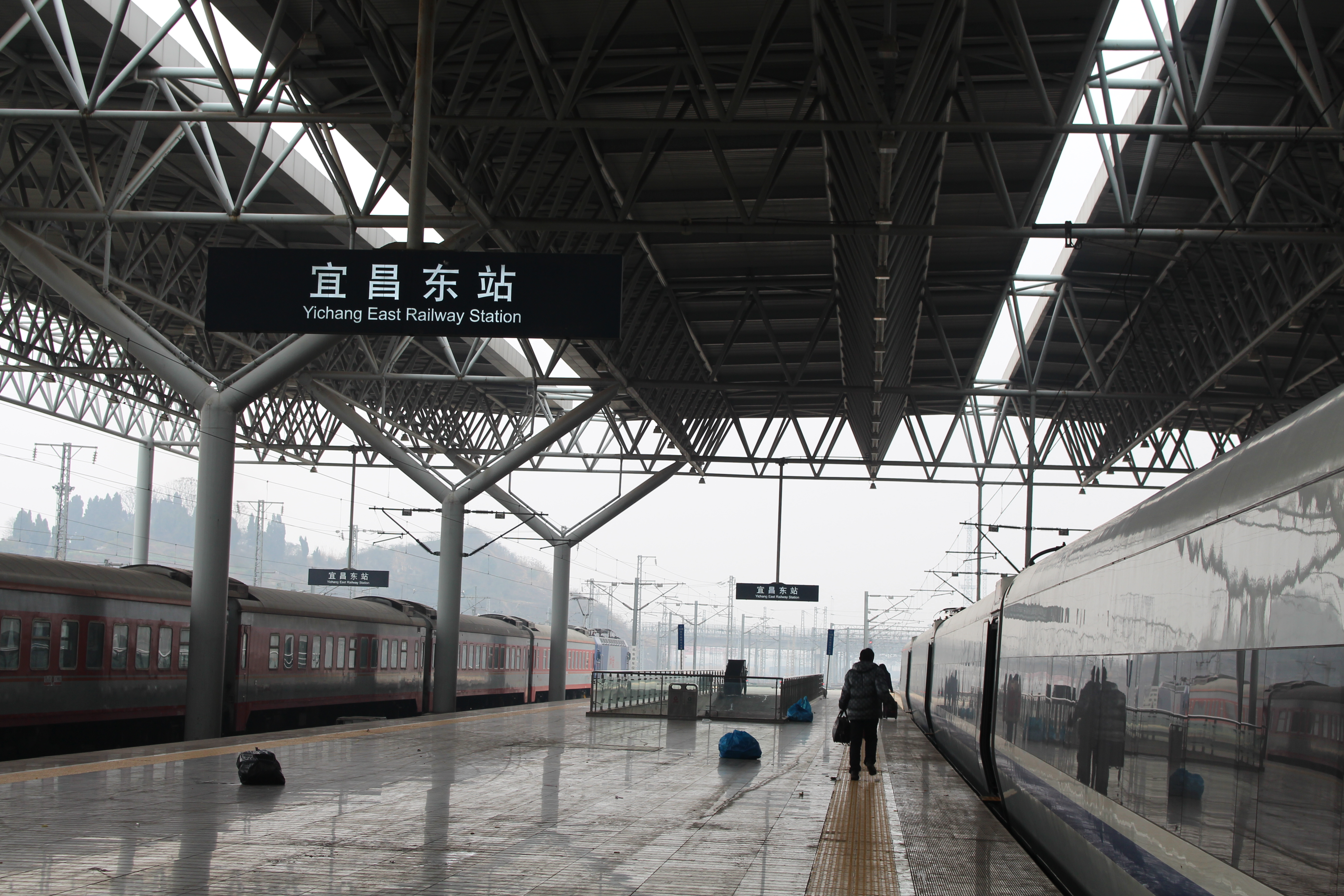
D354次列车正停靠在宜昌东站

宜昌东站是宜昌市的主要车站，前身为花艳站，随着汉宜铁路、宜万铁路的建成，宜昌市从以往的铁路终点变成了一个区域性交通枢纽，宜昌东站也担负起宜昌市重要的对外交通枢纽作用。它既是宜昌市重要的交通中心，也是宜昌市重要的对外门户，也是突出宜昌市世界水电旅游名城的城市窗口，是宜昌市的城市名片和城市文化的象征。宜昌东站于2009年完工，2010年12月22日开通运营，为宜万铁路、汉宜铁路沿线最大站点之一。它是宜万铁路正式通车时启用的铁路车站，2005年开始动工建设，2009年完工。经过该站的铁路有宜万铁路、汉宜铁路、鸦宜铁路，未来还将有宜昌至郑万高铁联络线。

## 简介
宜昌东站位于宜昌伍家岗区城东大道、沿江铁路、东站路围合的区域，南临宜昌市交通性干道城东大道和桔城路的交叉口，北靠沿江铁路与北部山地丘陵连接，沪渝高速公路从南侧经过，分别与桔城路、城东大道立体交叉，宜昌东站为宜昌标志性建筑，既是长江三峡的一个重要火车站，也是宜昌市重要的交通中心，还是宜昌市重要的对外门户，也是突出宜昌市世界水电旅游名城的城市窗口，是宜昌市的城市名片和城市文化的象征。 宜昌火车东站2005年1月开工，宜昌东站地处宜昌市未来的双中心之一的伍家岗组团的东北部，距伍家岗中心约1公里，距宜昌市中心区约12公里。车场设计轨顶标高82.4米，城东大道地面设计标高66.7米，总投资超过10亿，隶属武汉局集团宜昌车务段。

## 站房
宜昌火车东站为宜万铁路（湖北宜昌至重庆万州）全线七大控制性工程之一，其主站房设计新颖、高大雄伟，工程难度大，技术复杂，建成后堪称宜昌市地标性建筑。该工程总建筑面积23491平方米，其中铁路客运用房14097平方米，辅助生产、生活用房3909平方米，站房雨棚2399平方米，架空层3086平方米。宜昌东站是宜昌市重要的对外交通枢纽，规划依托火车站交通枢纽建设，改善城市交通环境提升城市综合交通能力，促进地区商贸及居住配套设施的完善。宜万铁路沿线24座车站中最大的一座综合车站。该站总占地面积2400亩，客运主站房建筑面积1.5万平方米，可同时容纳6000人候车。
宜昌东站完工以后，原先大部分途经宜昌站或以宜昌站为终点的列车线路都被修改，宜昌东站开始投入大规模的使用。现阶段，一共有170列火车、动车、高速动车途经宜昌东站（2015年5月20日数据）。从2012年7月1号开始已无车次停靠宜昌站。现宜昌站因西陵二路快速路建设影响到西陵二路上方火车道桥暂停办理货物运输。

## 旅客列车目的地
| 列车所属路局 | 目的地 |
| ------------ | --- |
| 北京铁路局   | 北京西、重慶北 |
| 成都铁路局   | 北京西、成都、成都东、重庆北、福州、广州、广州南、汉口、南京南、宁波、上海虹桥、武汉、厦门北                                                           |
| 广州铁路集团 | 长沙、成都东、重庆北、达州、广州、广州南、深圳北、深圳东                                                                                               |
| 济南铁路局   | 重庆北、青岛 |
| 南昌铁路局   | 成都东、重庆北、福州、南昌、南昌西 |
| 上海铁路局   | 成都东、重庆北、杭州、杭州东、南京南、上海虹橋、温州（金溫公司擔當）                                                                                   |
| 武汉铁路局   | 北京西、成都东、重庆北、大冶北、恩施、廣州東、广州南、汉口、杭州东、黄冈东、昆明、利川、南京南、上海虹橋、上海南、深圳北、武昌、武汉、西安、襄阳、湛江 |
| 郑州铁路局   | 恩施、郑州東 |

## 图片
- 夜间的宜昌东站站台
- 俯瞰宜昌东站